# Родин, Валерий Николаевич
Вале́рий Никола́евич Родин (род. 1 мая 1952, Серов, Свердловская область, СССР) — советский и российский энергетик, генеральный директор ряда компаний энергетического комплекса России.

## Образование
В 1974 году окончил теплоэнергетический факультет Уральского политехнического института им. С.М. Кирова (специальность «Тепловые электрические станции», квалификация — инженер-теплотехник).

## Биография
Родин Валерий Николаевич родился 1 мая 1952 года в городе Серове Свердловской области. 
В 1974—1988 годах работал на Ириклинской ГРЭС (п. Энергетик Оренбургской области), к 1988 году — главный инженер станции.
В 1988 году назначен главным инженером объединения «Уралэнерго», курировавшего энергосистемы Уральского экономического района. В 1992 году стал председателем Уралэнерго. В 1993 году «Уралэнерго» приобрело статус департамента РАО «ЕЭС России», а Родин стал его начальником.
В апреле 1994 года назначен генеральным директором АО «Свердловэнерго» — одной из крупнейших региональных энергосистем страны. В 1993—1998 годах был членом совета директоров РАО «ЕЭС России». В марте 2004 года избран депутатом Палаты представителей Законодательного собрания Свердловской области IV созыва от Серовского избирательного округа № 19.
В 2004—2005 годах в ходе реформы электроэнергетики генерирующие мощности были изъяты из ведения Свердловэнерго и распределены между новыми генерирующими компаниями — ТГК-9, ОГК-1, ОГК-2 и ОГК-5, а само Свердловэнерго в 2008 году стало филиалом ОАО «МРСК Урала». В декабре 2004 года Родин занял пост генерального директора ОАО «ТГК-9», а в мае 2005 года ушёл из Свердловэнерго.
В сентябре 2006 года стал генеральным директором ОАО «ТГК-1» (Санкт-Петербург). Освобождён от должности в декабре 2008 года.
30 марта 2009 года назначен генеральным директором ОАО «МРСК Урала», на балансе которого находятся системы распределения электроэнергии (ЛЭП напряжением 0.4—110 кВ и подстанции) четырёх субъектов Федерации — Свердловской, Пермской, Челябинской и Курганской областей. Подал в отставку 10 апреля 2014 года. 30 апреля 2014 года полномочия генерального директора Родина Валерия Николаевича досрочно прекращены, избран председателем совета директоров.   

## Награды
- Почётное звание «Ветеран энергетики»[1];
- Почётный энергетик РФ[1];
- Почётный гражданин города Серова (1999);
- Почётный гражданин города Екатеринбурга (2013)[4];
- Почётная грамота Министерства топлива и энергетики Российской Федерации;
- Почётная грамота Губернатора Свердловской области;
- Нагрудный знак «80 лет плана ГОЭЛРО».